# Если наступит завтра
«Если наступит завтра» (англ. If Tomorrow Comes) — мини-сериал. Экранизация одноимённого произведения, автор которого Сидни Шелдон.
Заглавие романа является цитатой одной из первых глав повествования, когда Трейси решает отомстить за смерть своей матери:
Она заставит их заплатить… Завтра, подумала она. Если наступит завтра.

## Сюжет
Скромная служащая банка Трейси Уитни стоит на пороге счастья и успеха. Она обручена с любимым человеком, который, к тому же, баснословно богат и принадлежит к высшим кругам общества. И вот, из-за страшных и нелепых обстоятельств, всё идёт прахом: Трейси оказывается в тюрьме, «подставленная» мафией и преданная любимым. Но её не так-то просто сломить: всю свою железную волю, острый ум и неотразимое женское обаяние она направляет на то, чтобы отомстить. После неожиданного помилования Трейси, отторгнутая обычной жизнью как побывавшая за решёткой, начинает реализовывать свою месть. Благодаря её хитрому плану вся нью-орлеанская мафия летит со своих тронов пятой точкой кверху… Сама же Трейси, заработав денег ограблением особы, несправедливо нажившей огромное состояние (Трейси при этом срабатывает отнюдь не по-дилетантски), направляется в Великобританию. Однако слухи о ней как талантливой грабительнице доходят и до европейской стороны Атлантики, и почти сразу по приземлении в Лондоне на неё выходит некий Гюнтер Хартог, высококлассный мошенник, уже давно мечтающий подготовить себе замену…

## В ролях
| - Том Беренджер — Джеф Стивенс - Мэдолин Смит-Осборн — Трейси Уитни - Лиам Нисон — Андре Треньян - Дэвид Кит — Дэниел Купер - Питер Бирл — Комиссар Вильямс - Кэрол Паундер — Эрнестин Литтлчеп - Ричард Кили — Гюнтер Хартог - Джеффри Джонс — Бадж Холландер - Сьюзен Хесс — Луиза Холландер - Джек Уэстон — дядя Вилли - Джозеф Кортезе — Джо Романо - Джордж Ди Ченцо — Энтони Орсатти - Джон Лофлин — Чарльз Стэнхоуп - Элис Хёрсон — Миссис Стэнхоуп - Джеймс Рэй — Мистер Стэнхоуп - Лейн Смит — Начальник тюрьмы Брэннигэн - Сэнди Мартин — Глэдис | - Сьюзан Тайррелл — Берта - Лоис Форейкер — Пола - Сильвана Галлардо — Лола - Гарольд Сильвестр — Эл - Фрэнк Дент — Перри Поуп - Барри Дженнер — Зеллер - Энн Шедин — Шарлотта - Филип Мэдок — Альберто Форнати - Дайан Кин — Сильвана Луади - Джулиан Холлоуэй — Тревор - Николас Амер — клерк отеля «Карлтон» - Сирил Эпплтон — охранник выставки алмазов - Гэй Бэйнес — женщина на выставке алмазов - Чип Арнольд — Лестер - Майкл Одли — судья Лоуренс - Билл Бэйли — священник - Джордж Бейкер — Максимиллиан Пьерпойнт - Питер Бэнкс — Конрад Морган - Айвен Бонар — Акерман - Рэли Бонд — управляющий отделом кадров |

## Съёмочная группа
- Режиссёр: Джерри Лондон.
- Операторы: Деннис К. Льюистон и Пол Ломанн.
- Композитор: Ник Бика.